# Folicana lata
Folicana lata är en insektsart som beskrevs av Delong och Freytag 1972. Folicana lata ingår i släktet Folicana och familjen dvärgstritar. Inga underarter finns listade i Catalogue of Life.